# Kärmerahka
Kärmerahka är en mosse i Finland. Den ligger i Pöytis i landskapet Egentliga Finland, i den sydvästra delen av landet, 150 km väster om huvudstaden Helsingfors.